# Bisaralli, Kalghatgi
Bisaralli là một làng thuộc tehsil Kalghatgi, huyện Dharwad, bang Karnataka, Ấn Độ.